# 이누야마시

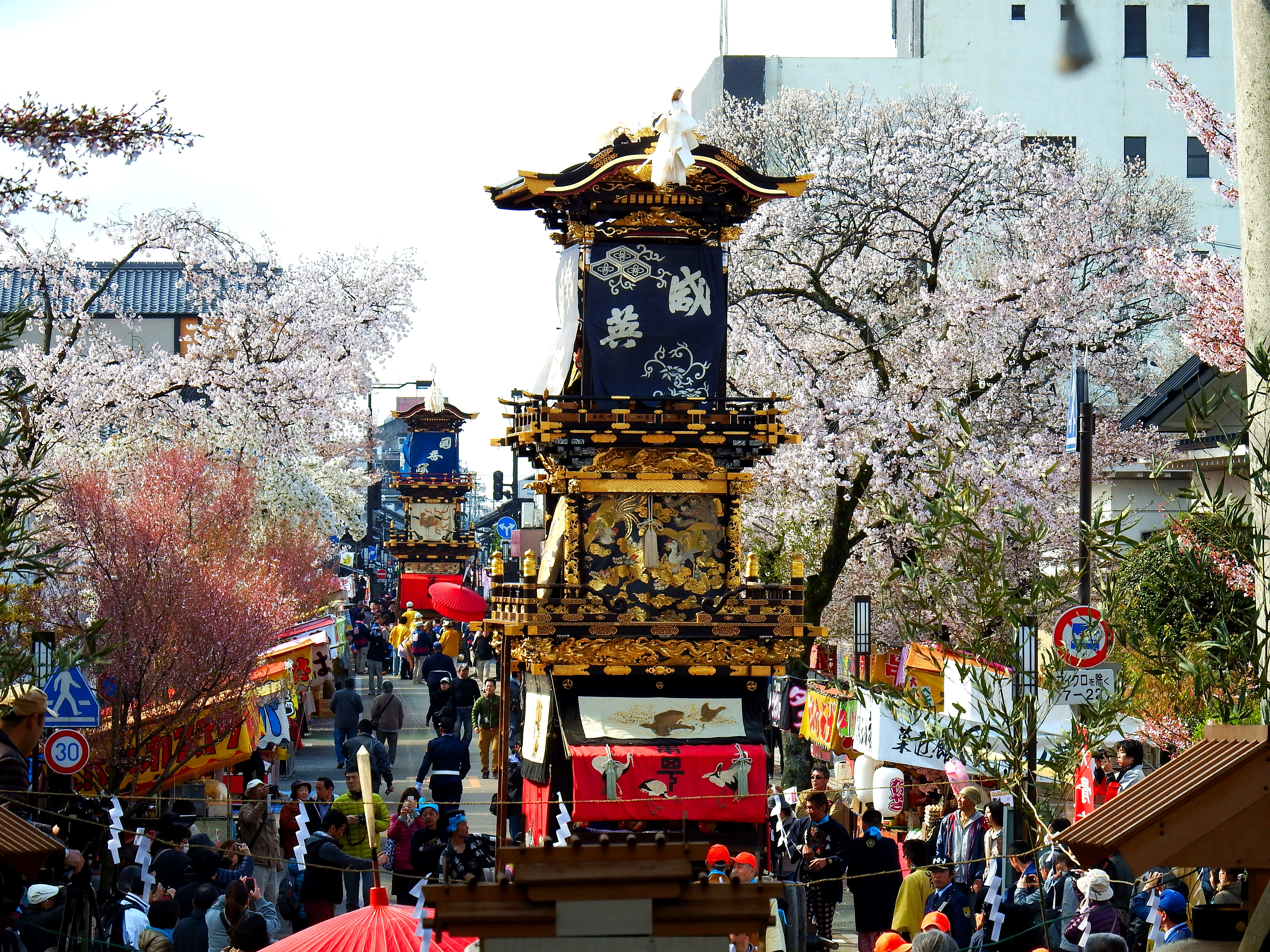
이누야마 마쓰리

이누야마시(일본어: 犬山市)은 일본 아이치현 북서부에 있는 시이다.

## 지리
아이치현 북단의 시이다. 서쪽은 평지이고 동쪽은 산지가 차지하고 있다. 기소강이 노비평야로 흘러드는 장소에 위치해 기소강의 퇴적물에 의한 이누야마 선상지가 형성되어 있다.

### 인접한 자치체
- 아이치현
  - 가스가이시
  - 고마키시
  - 니와군
    - 오구치정
    - 후소정
- 기후현
  - 가니시
  - 가모군
    - 사카호기정

  - 가카미가하라시
  - 다지미시

## 역사
- 1871년 - 옛 이누야마번(현)이 나고야현에 합병되었다.(나고야현은 이후 아이치현으로 개칭)
- 1889년 - 이나기촌에서 이누야마정으로 개칭하였다.
- 1954년 - 이누미야정과 주변 4개 촌이 합병해 이누미야시가 성립하였다.

## 교통

### 도로
- 국도 41호선

### 철도
- 나고야 철도
  - 이누야마선
    - 이누야마구치역 - 이누야마역 - 이누야마유엔역

  - 고마키선
    - 가쿠덴역 - 하구로역 - 이누야마역

  - 히로미선
    - 이누야마역 - 도미오카마에역 - 젠지노역

## 시설·건축물
- 이누야마성
- 박물관 메이지무라
- 리틀 월드
- 몽키 파크

## 인구
| 연도 | 인구   | ±%     |
| ---- | ------ | ------ |
| 1940 | 26,079 | —      |
| 1950 | 35,145 | +34.8% |
| 1960 | 38,202 | +8.7%  |
| 1970 | 50,594 | +32.4% |
| 1980 | 64,614 | +27.7% |
| 1990 | 69,801 | +8.0%  |
| 2000 | 72,583 | +4.0%  |
| 2010 | 75,151 | +3.5%  |

## 자매 도시
- 일본 도야마현 다테야마정
- 일본 미야자키현 니치난시
- 미국 캘리포니아주 데이비스

## 우호 도시
- 중화인민공화국 후베이성 샹판시
- 독일 라인란트팔츠주 잔크트고아르스하우젠